# ألف رحمة ونور (فلم)
ألف رحمة ونور هو فيلم قصير درامي-مصري، من إخراج وتأليف دنيا عبد السلام. الفيلم من بطولة عزيزة فاضل وسهير شكري. صدر الفيلم في عام 2014، وحصل الفيلم على منحة البلازا للإنتاج من مكتبة الإسكندرية.

## ملخص القصة
تدور أحداث الفيلم حول شقيقتين تعودان إلى منزلهما بعد يوم شاق من مراسم دفن وعزاء زوج إحداهما.

## طاقم العمل
عزيزة فاضل 

سهير شكري

## روابط خارجية
- ألف رحمة ونور على موقع قاعدة بيانات الأفلام العربية